# Kalwaria Żmudzka
Kalwaria Żmudzka (lit. Žemaičių Kalvarija, żmud. Žemaitiu kalvarėjė) — miasteczko na Żmudzi, na Litwie, w rejonie płungiańskim (798 mieszkańców, stan na 2001). Ośrodek pielgrzymkowy. 
Kalwaria Żmudzka została lokowana przez biskupa żmudzkiego Jerzego Tyszkiewicza w 1642, od 1637 znajduje się tu ufundowany przez biskupa Tyszkiewicza klasztor dominikański.
W 1635 roku rozpoczęto budowę kalwarii składającej się z 19 kaplic.

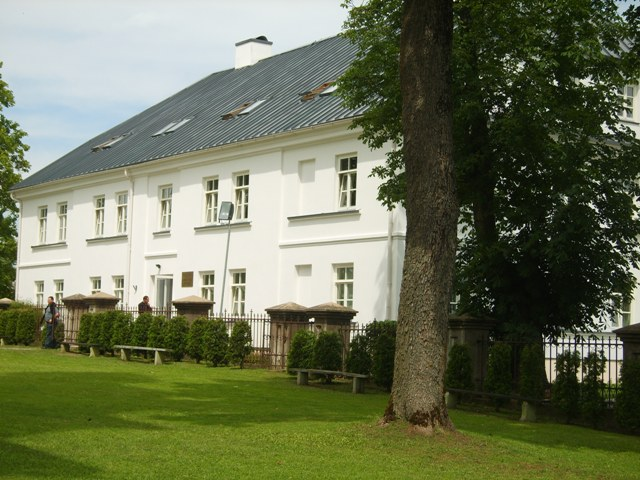
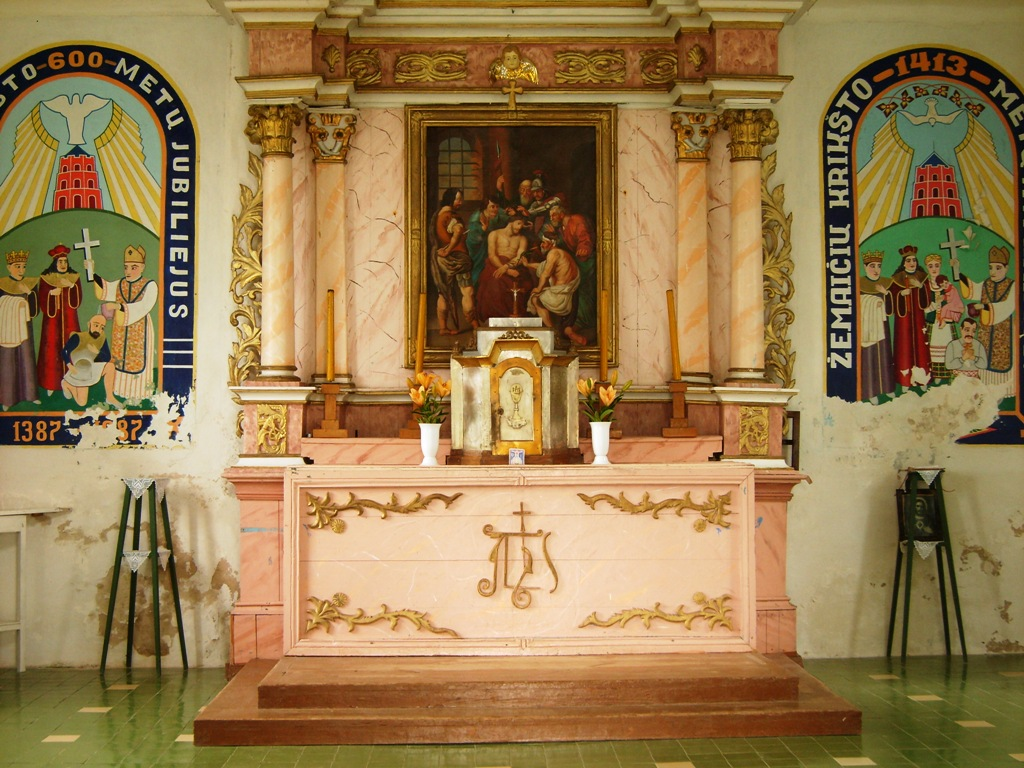
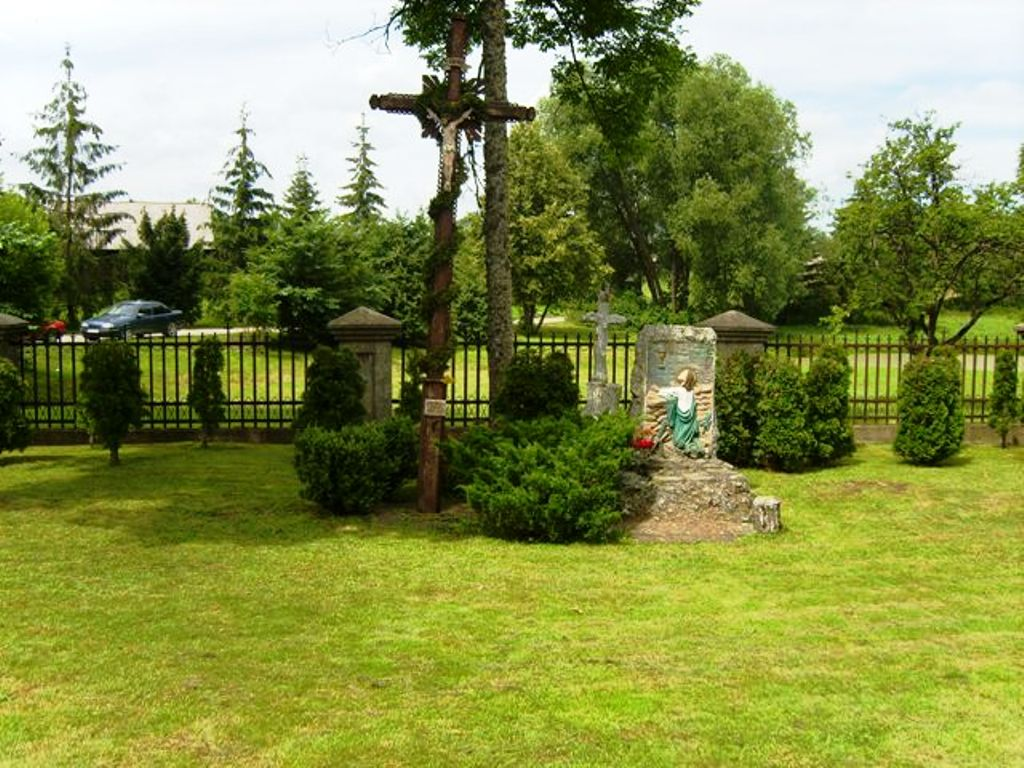
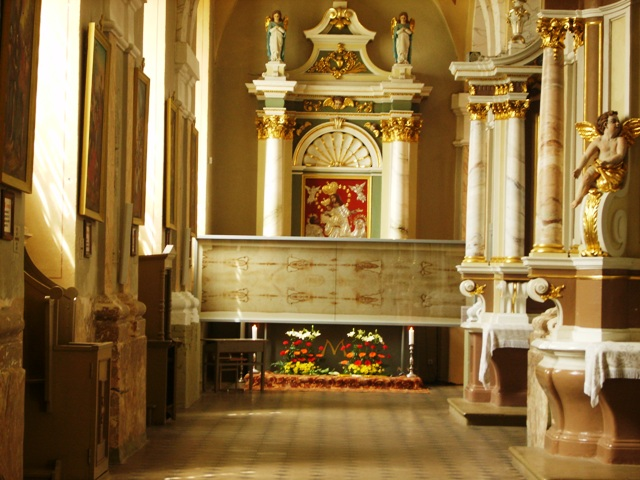
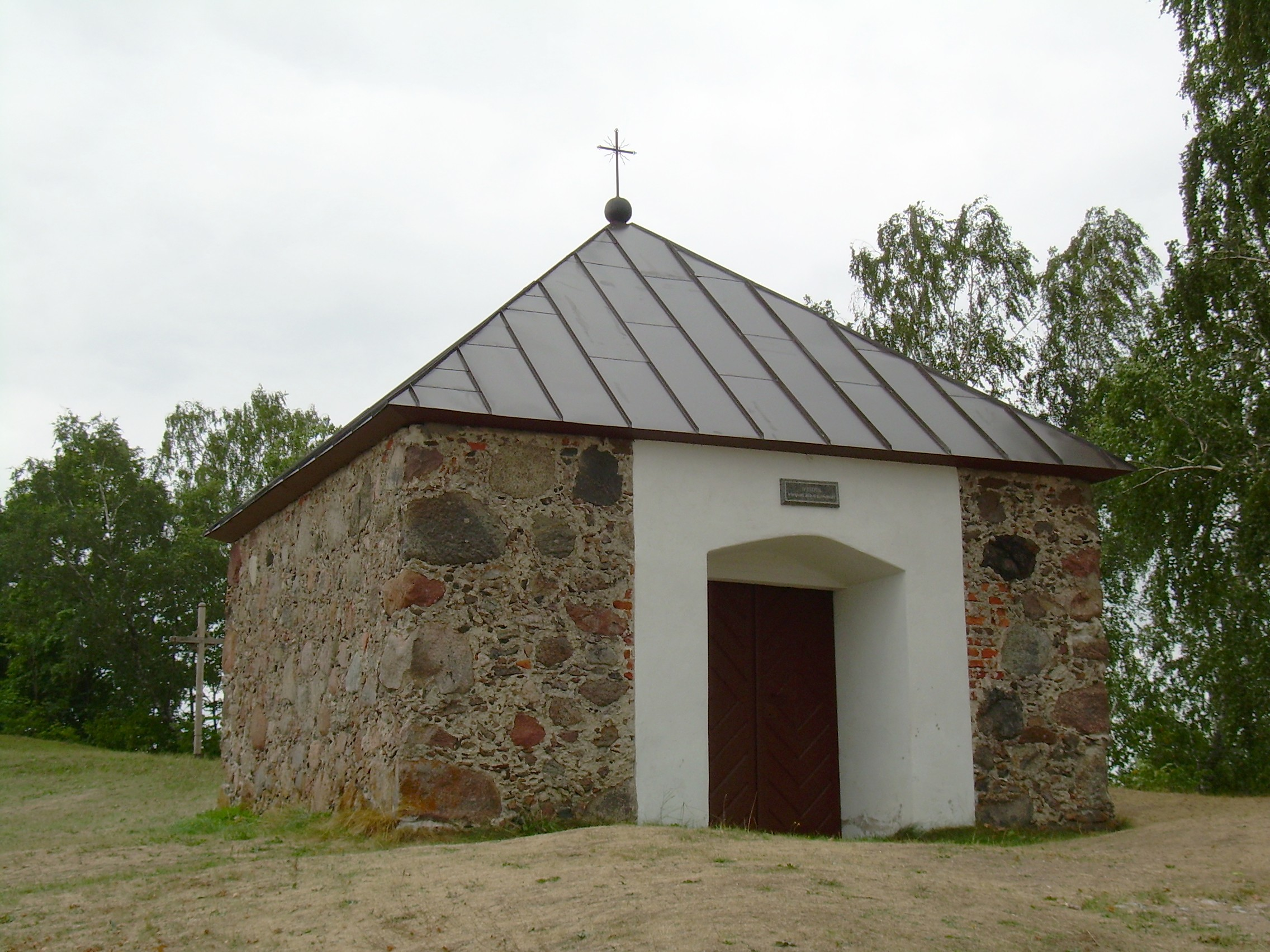
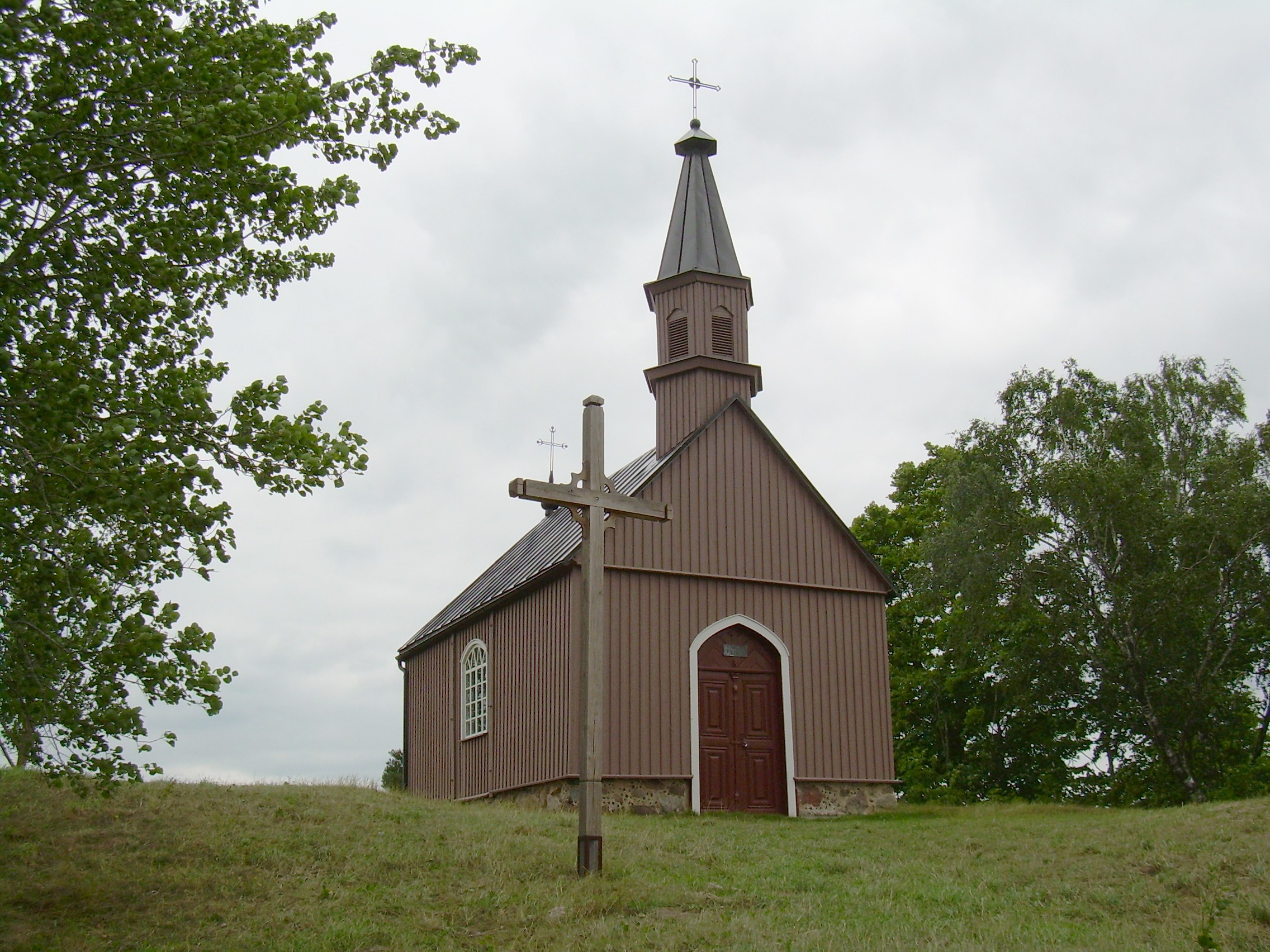
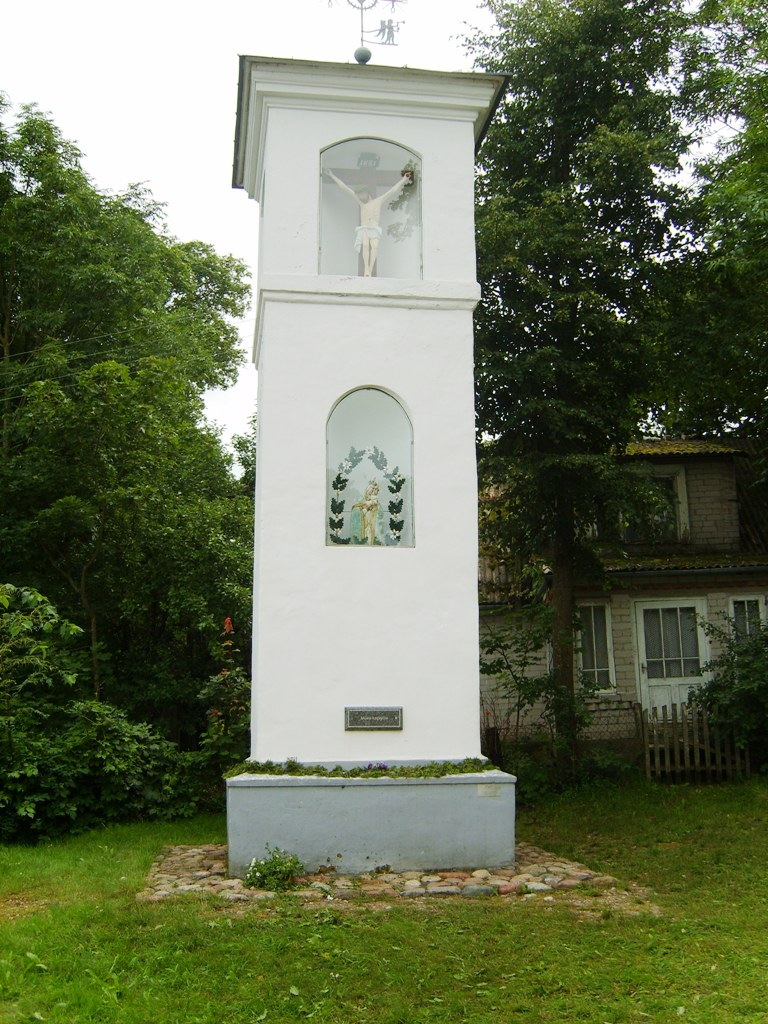